# Identitate de gen
Identitatea de gen se referă la percepția unei persoane asupra genului ei. Identitatea de gen a unei persoane poate fi masculină, feminină sau non-binară (adică nu este nici exclusiv feminină, nici masculină, ci o combinație dintre acestea). În majoritatea societăților, există o diviziune de bază între însușirile de gen, un sistem binar de gen la care aderă cei mai mulți oameni și care impune conformitatea cu idealurile de masculinitate și feminitate în toate aspectele sexului și genului: sex biologic, identitate de gen și expresie de gen.
Identitatea de gen este un concept diferit de sexul biologic și cele două nu sunt aceleași, sexul referindu-se la caracteristici biologice.

### Clasificare
Identitățile de gen se pot clasifica în funcție de conformitatea cu genul atribuit la naștere în cis (aceeași identitate ca la naștere) și trans (identitate diferită) și în binare(femeie, bărbat) sau non-binare(demi-băiat, demi-fată, poligen etc). Aproape toate persoanele non-binare intră sub umbrela trans deoarece sunt rare cazurile când cuiva îi este atribuită o identitate non-binară la naștere, dar există și excepții.
Unele persoane au identitatea de gen fluidă, adică își schimbă asumat genul și/sau prezentarea de gen într-o perioadă de timp. Persoanele trans își schimbă identitatea de gen, dar asta nu înseamna ca sunt fluide, întrucât pot avea o identitate fixă după tranziție

## Formarea identității de gen
Există mai multe teorii despre cum se formează identitatea gen: esențialismul biologic, care afirmă că este determinată de factori biologici și genetici și constructivismul social, care afirmă ca este construită de cultură și societate.
Datele din unele studii sugerează că factorii genetici și hormonali influențează identitatea de gen. Alte studii arată că părinții și mediul social au un impact semnificativ atât asupra percepției de sine asupra sexului, cât și asupra exprimării de gen a copiilor. În special, dacă părinții sau tutorii unui copil aderă la tradiția comportamentului lor și reacționează negativ la comportamentul neconform al genului, este mult mai probabil pentru el să repete părinții, inclusiv la vârsta adultă . În același timp, studiile arată că presiunea percepută a mediului social nu are o legătură directă cu satisfacția internă atribuită genului, iar impunerea conformității de gen afectează în mod negativ bunăstarea psihologică a copilului, conducând la creșterea stresului, închiderea și izolarea socială.